# エンスレイヴメント・オヴ・ビューティー
エンスレイヴメント・オヴ・ビューティー (Enslavement Of Beauty)は、ノルウェーのメロディックブラックメタルバンド。場合によっては、シンフォニックブラックメタルやゴシックメタルに分類されることもある。アヴァロン・レーベルからリリースされている日本盤ではメロディック・デスという表記がなされている。

## 略歴
ノルウェーのオスロにおいて、1995年1月に、オーレ・アレクサンデル・ミュルホルト (Vo)とトニー・ユージーン・タンハイム (G、Prog)の2名で結成。当初は、バンド形態での活動を望んでいたが、結果として2名で活動していくこととなる。2名のためライブ活動などを行うことができず、1998年までの3年間は曲作りに専念することとなる。1998年に1stデモ『Devilry And Temptation』をリリースし、ノルウェーのヘッド・ノット・ファウンドと契約。1999年に1stアルバム『Traces O' Red』をリリースしデビューする。同アルバムは、アヴァロン・レーベルから邦題『悪の聖隷』としてリリースされる。
翌2000年には2ndアルバム『Megalomania』をリリースする。同アルバムでは、アスガー・ミケルソン (Ds)、ハンス＝エイジ・ホルメン (B)、フレッド・エンドレセン (Syn)がサポートメンバーとして参加し、前回まで打ち込みだったベース及びドラムスが、生音源となっている。そのため、トニー・ユージーン・タンハイムはギターとキーボード・アレンジを担当した。
それから長らく音沙汰がなかったが、2007年にI.N.R.I. Unlimitedに移籍し、3rdアルバム『Mere Contemplations』をリリース。同アルバムでは、再び全楽器およびプログラミングをトニー・ユージーン・タンハイムが担当するようになった。2009年には、1stEP『The Perdition』をリリース。

## メンバー
- オーレ・アレクサンデル・ミュルホルト (Ole Alexander Myrholt) - ボーカル
作詞を担当する。作詞においてはウィリアム・シェイクスピア、エドガー・アラン・ポー、マルキ・ド・サド、クライヴ・バーカーから影響を受けている。
- トニー・ユージーン・タンハイム (Tony Eugene Tunheim) - ギター、ベース、キーボード、プログラミング
基本的に全楽器およびプログラミングを担当するが、2ndアルバム『Megalomania』では、ギターとキーボード・アレンジのみを担当した。
作曲を担当する。作曲面では、アントニオ・ヴィヴァルディ、ヨハン・ゼバスティアン・バッハ、ヴォルフガング・アマデウス・モーツァルト、ルートヴィヒ・ヴァン・ベートーヴェンから影響を受けている、

### サポートメンバー
- アスガー・ミケルソン (Asgeir Mickelson) - ドラムス
2ndアルバム『Megalomania』に参加。
- ハンス＝オーゲ・ホルメン (Hans-Aage Holmen) - ベース
2ndアルバム『Megalomania』に参加。
- フレッド・エンドレセン (Fred Endresen) - シンセサイザー
2ndアルバム『Megalomania』に参加。

## ディスコグラフィー
- 1998年 Devilry And Temptation (Demo)
- 1999年 悪の聖隷 Traces O' Red
- 2000年 メガロマニア Megalomania
- 2007年 Mere Contemplations
- 2009年 The Perdition (EP)